# سوزان مک‌بین
سوزان مک‌بین (به انگلیسی: Suzanne McBain) یک بازیگر پورنو در طی دهه ۱۹۷۰ تا ۸۰ و یکی از اعضای تالار مشاهیر ایکس‌آرکو بود.